# Nadia Sminate
Nadia Sminate (Bonheiden, 29 de dezembro de 1981) é uma política belga filiada ao N-VA. Foi eleita membra da Câmara dos Representantes da Bélgica em 2010.